# New Falcon
New Falcon statisztikai település az USA Texas államában, Zapata megyében. Lakosainak száma 117 fő (2020. április 1.).

## Népesség
A település népességének változása:

| 2010 | 191 |
| 2020 | 117 |